# Дилигенский, Герман Германович
Ге́рман Ге́рманович Дилиге́нский (22 февраля 1930, Москва — 14 июня 2002, там же) — советский и российский историк, политолог, доктор исторических наук (1969), профессор (1977). Лауреат Государственной премии СССР (1977). Отмечается, что «школа Дилигенского» заложила основы политологических исследований в современной России.

## Биография
Родился в интеллигентной семье служащих. Мать, Наталья Александровна, работала в редакции газеты «Вечерняя Москва» научным корреспондентом, участвовала в популяризации мифа «учительская династия Раменских».
В 1947 году поступил на филологический факультет МГУ, через полгода вместе с Ф. Н. Арским перевёлся на исторический факультет, который окончил в 1952 году. Однокурсник Л. М. Брагиной, А. Д. Горского, И. В. Григорьевой, И. Д. Ковальченко, В. И. Корецкого, Ю. С. Кукушкина, Н. Н. Покровского, А. А. Сванидзе, К. Г. Холодковского, Я. Н. Щапова, Н. Я. Эйдельмана и других известных историков.
После окончания университета принят в аспирантуру Института истории АН СССР, где стал первым учеником Е. М. Штаерман. Начал научную деятельность как специалист по античной истории. Это была сфера, относительно свободная от официальных марксистских догм. Однако при первой возможности (в атмосфере, возникшей после XX съезда) он сделал выбор в пользу современности — социально-политических проблем стран Западной Европы. Защитив кандидатскую диссертацию «Социально-экономическое развитие и классовая борьба в Северной Африке (IV—V вв. н. э.)» в 1955 году, стал старшим научным сотрудником Института истории (сектор древней истории). После 1961 года истории античности, за единственным исключением, публикаций не посвящал.
В 1963 году перешёл в Институт мировой экономики и международных отношений (ИМЭМО), работал в отделе международного рабочего движения. В 1968 году защитил докторскую диссертацию «Проблемы общественной психологии и классового сознания рабочего класса промышленно-развитых капиталистических стран (на примере Франции)». С 1969 года — руководитель отдела экономического положения трудящихся и социально-политических проблем развитых капиталистических стран (затем — отдела социально-политических проблем капитализма). При нём роль идеологического аспекта в деятельности отдела существенно снизилась, учёные занимались серьёзными политологическими исследованиями.
В 1982 году за диссидентскую деятельность был арестован один из сотрудников отдела (Павел Кудюкин). После этого Дилигенский и три других сотрудника отдела — Кирилл Холодковский, Игорь Бунин и Виктор Кувалдин — были вынуждены покинуть ИМЭМО и перейти в Институт международного рабочего движения.
В 1987 году вернулся в ИМЭМО, возглавил свой прежний отдел (ныне Центр сравнительных социально-политических исследований ИМЭМО РАН). Одновременно был главным редактором журнала «Мировая экономика и международные отношения» (1988—2002). В 1995 году вошёл в состав Исполкома Института «Открытое общество». Был профессором кафедры общей социологии Государственного университета — Высшей школы экономики. Являлся руководителем политологического семинара «Россия в условиях трансформаций», экспертом Фонда «Общественное мнение» и других научных центров и фондов.
Супруга — кандидат исторических наук Майя Исаевна Новинская (1927—2002); имел сына. Похоронен в Москве на Востряковском кладбище.

## Научная деятельность
Г. Г. Дилигенский занимался исследованием проблем современного российского общества, политических и информационных процессов в России, генезиса постсоветского сознания, политической институционализации в России, постсоциалистического общества в России.
Стал фактическим основателем направления, названного им социально-политической (или «макросоциальной») психологией. Она объединила те направления и проблемы социальной психологии, которые выходят на социэтальный уровень, с проблематикой политической психологии, используя также и макросоциологию. Социально-политическая психология взяла на вооружение категориальный аппарат и некоторые закономерности и выводы общей (индивидуальной) психологии. В отличие от других психологических направлений, социально-политическая психология концентрирует внимание не только на механизмах взаимодействия людей, но и на содержании (конкретно-историческом) психических образований и поведения. Задачей этой науки, по его определению, является «познание людей одновременно как продукта и движущей силы функционирования и развития общества».
К. Г. Холодковский писал: «Имя Германа Дилигенского не очень известно широкой публике: он не занимался саморекламой, не выступал с броскими заявлениями, редко появлялся на телевизионном экране, поражал не столько внешним блеском, сколько свежестью, глубиной и основательностью своих мыслей и оценок. В эпоху, когда общественные науки во всем мире становятся все более специализированными, дифференцированными, узко направленными на конкретные объекты, Дилигенский представлял собой тип ученого-мыслителя, объединявшего в одном лице историка, политолога, социопсихолога. Ему был присущ глубокий, комплексный подход к сложным явлениям, и в то же время в его построениях не было никакой схематичности, всегда присутствовали максимальная конкретность, трезвость, внимание ко всем противоречиям и хитросплетениям действительности. <…> Несомненно, Герман Дилигенский — одна из знаковых фигур, олицетворяющих постепенное возрождение российских общественных наук, вхождение их уже не только в роли ученика в контекст современной мировой культуры».

## Основные работы
Автор более 300 научных публикаций, в том числе:
- Дилигенский Г. Г. Северная Африка в IV—V веках / Отв. ред. Е. М. Штаерман. — М.: Изд-во АН СССР, 1961. — 304 с.
- Рабочий на капиталистическом предприятии: исследование по социальной психологии французского рабочего класса. — М., 1969.
- В поисках смысла и цели: проблемы массового сознания современного капиталистического общества. — М., 1986.
- Социально-политическая психология. — М., 1994.
- Чёрный знак XX века — фашизм // ПолИс. — 1995. — № 2.
- Социально-политическая психология. — М., 1996.
- Старый и новый облик фашизма. Нужен ли Гитлер России? — М., 1996.
- Российский горожанин конца девяностых: генезис постсоветского сознания: Социально-психологическое исследование. — М., 1998.
- Индивидуализм старый и новый (Личность в постсоветском социуме) // ПолИс. — 1999. — № 3.
- Интерпретации: эмпирика и теория электоральных исследований // ПолИс. — 2000. — № 2.
- Люди среднего класса. — М., 2002.